# Arc de Sévère Alexandre

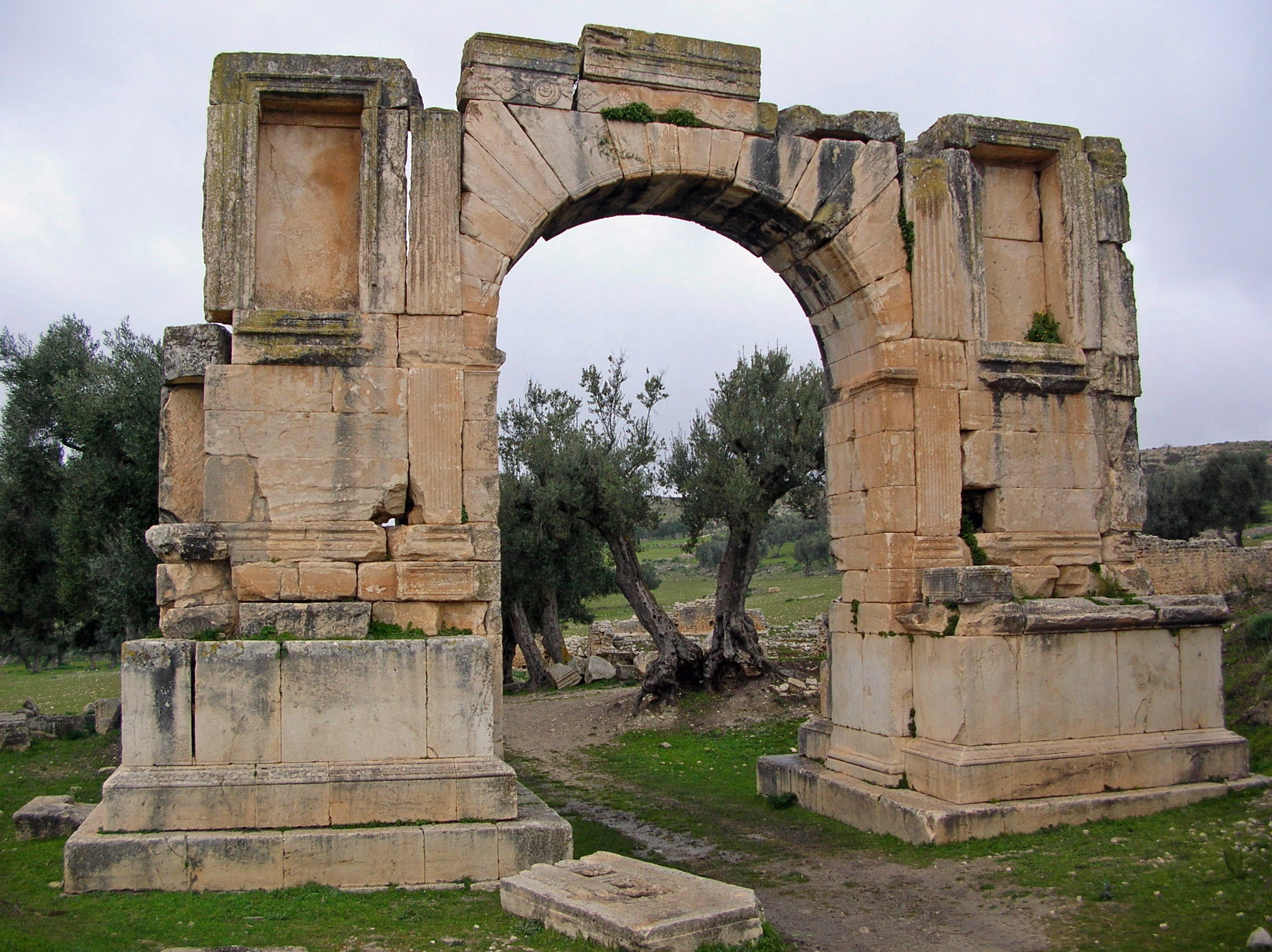
Arc de Sévère Alexandre à Dougga.

L'arc de Sévère Alexandre est un arc de triomphe romain situé à Dougga dans le gouvernorat de Béja en Tunisie, l'antique Thugga. Il est dédié à l'empereur Sévère Alexandre (222-235).
L'arc est construit en 228, en signe de reconnaissance à l'empereur pour sa bienfaisance en faveur de la ville. Il fait alors partie des portes de la ville se trouvant à la fin d'une route reliant Carthage et Tébessa.
L'arc fait partie du site archéologique de Dougga qui est inscrit sur la liste du patrimoine mondial de l’Unesco depuis 1997.